# Traangas

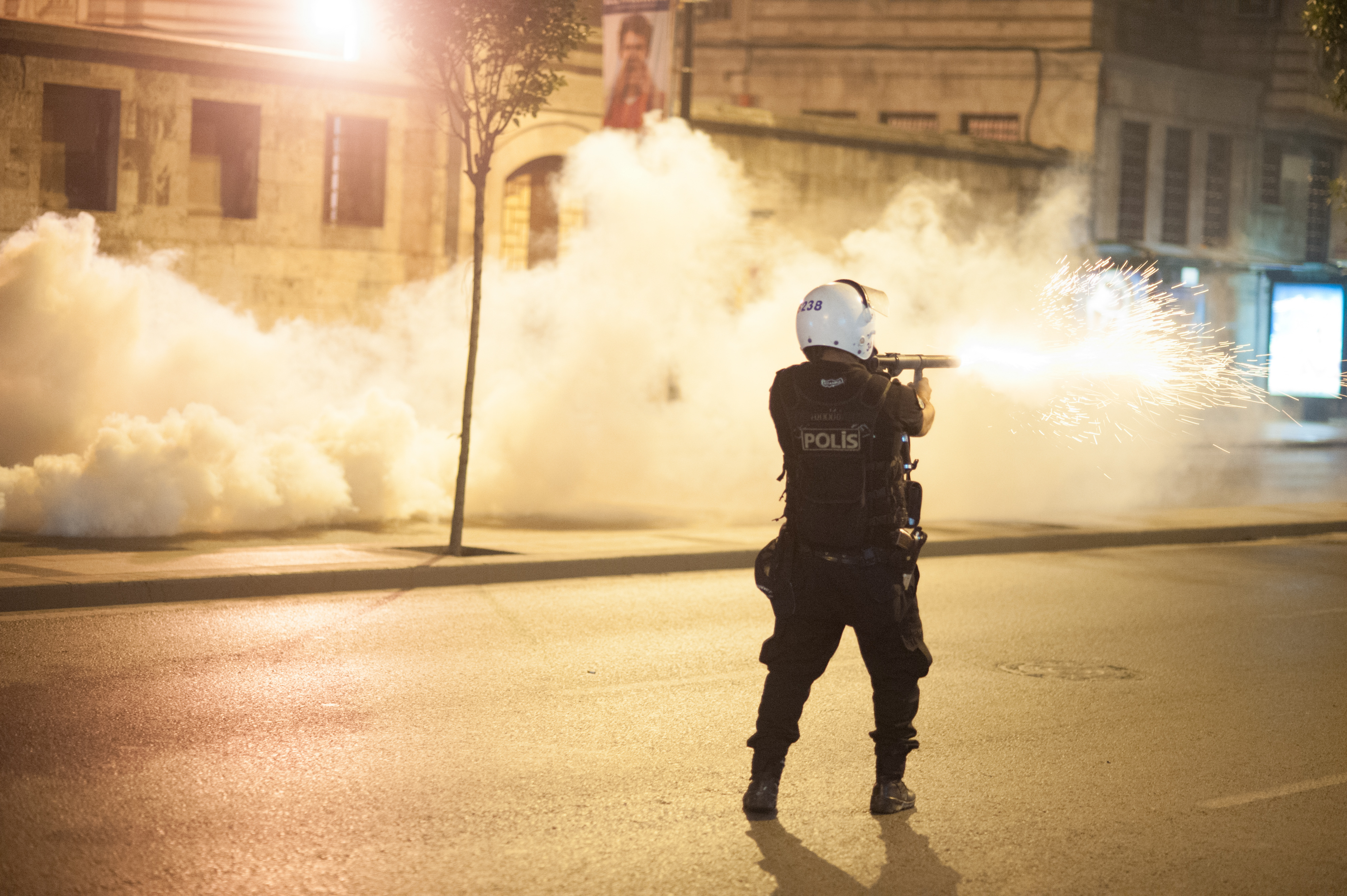
Politieagent vuurt een traangasgranaat af

Traangas is, in tegenstelling tot de naam, geen gas maar een fijn poeder met deeltjes van minder dan 60 micrometer, bij kamertemperatuur in vaste vorm. Binnen een minuut na contact met de ogen, mond, neus of huid veroorzaakt het pijn, tranen, irritatie van de ogen, jeuk, roodheid van de huid, soms blaarvorming en allergische reacties. Bij normaal gebruik is het niet dodelijk, maar wel schadelijk voor de gezondheid, vooral als de houdbaarheidsdatum is verstreken. Er kunnen verwondingen ontstaan doordat het als projectiel wordt afgevuurd, mensen raakt of vlakbij tot ontploffing komt. 
Stoffen die als traangas gebruikt werden en worden, zijn onder andere: pepperspray (OC-gas), dibenzoxazepine (CR-gas), chlooracetofenon (CN-gas), pelargoonzuurvanillylamide of nonivamide, broomaceton, xylylbromide en syn-propaanthial-S-oxide (uit uien). 
Sinds 1959 wordt voornamelijk ortho-chloorbenzylideenmalononitril (CS-gas) gebruikt. Dit veroorzaakt geen dodelijk letsel, maar de uitwerking is ernstig genoeg om getroffenen tijdelijk uit te schakelen.

## Gebruik
Het doel is mensen enige tijd weerloos te maken door de traanklieren heftig te irriteren met hevige tranenvloed, hoesten en niezen als gevolg.  
Voor de Eerste Wereldoorlog experimenteerde het Franse leger met granaten gevuld met ethylbroomacetaat. In 1912 gebruikte de Franse politie 26-millimetergranaten met die stof om een beruchte bende bankrovers te vangen.
Traangas in de vorm van xylylbromide werd voor het eerst militair gebruikt in de Eerste Wereldoorlog, op 23 augustus 1914 door de Fransen in Mulhouse in de Elzas.  Militair gebruik is na de Eerste Wereldoorlog door de Geneefse conventie verboden. Ook het internationaal Verdrag thermische wapens verbiedt sinds 1997 het gebruik van traangassen in oorlogen.
De VN heeft in 1990 richtlijnen opgesteld waarbij het gebruik alleen gebruikt mag worden om relschoppers uiteen te drijven. Zo wordt traangas nog gebruikt door de politie. Aanvankelijk werd hiervoor in Nederland chlooracetofenon gebruikt. In de jaren tachtig werd overgeschakeld op CS-gas. Het gebruik van traangas bij relbestrijding door de Nederlandse politie is overigens aan strenge voorschriften gebonden; zo mag dit alleen door getrainde politiemensen worden gebruikt (Mobiele Eenheid) en alleen in open ruimtes. Een arrestatieteam mag het gas binnenshuis gebruiken. Dit alles zolang de voorgeschreven waarden niet overschreden worden.
In sommige andere landen dan Nederland en België mogen burgers zich soms wapenen met een spuitbusje met traangas, of met een gaspistool.

## Bescherming
Tegen traangas bestaat geen antigif. Deugdelijke bescherming is het gasmasker. Een aanbeveling is om een schone doek of doktersmasker over het gezicht te doen en die te bevochtigen met een oplossing van 3 theelepels bakpoeder op een glas water of opgeloste maagzuurremmers. Tegen afgeschoten projectielen kan men zich met een helm of paraplu beschermen. Gaan liggen helpt juist niet: het poeder slaat neer. 